# Klallam de Jamestown
Los klallams de Jamestown son una parte del pueblo amerindio de los klallams o s'klallams que vive en la Reserva de Jamestown en el estado de Washington en los Estados Unidos. La reserva está situada en 20 acres a lo largo de la ribera sur del Estrecho Juan de Fuca, cerca de la ciudad de Sequim. La comunidad es gestionada mediante un concilio tribal elegido por voto democrático. La tribu tiene actualmente 526 miembros y provee servicios a casi 640 personas en la Península Olímpica. El centro tribal es más o menos el ayuntamiento en funciones para la comunidad de Blyn.
El lenguaje de los s'klallam, llamado también klallam, pertenece a la familia de lenguas salishanas. La tribu se mudó a la reserva cerca de la actual Sequim, Washington en 1855 tras firmar el Tratado Point No Point.